# 马菲亚岛

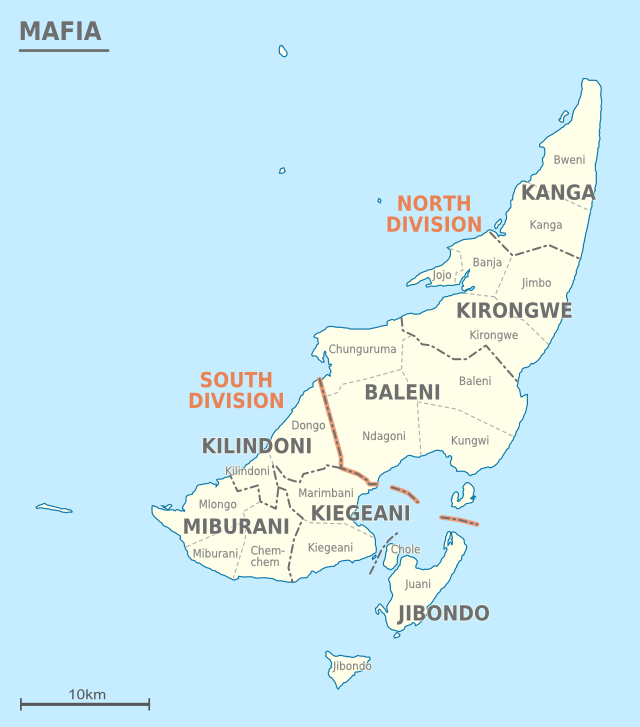
马菲亚岛

马菲亚岛在坦桑尼亚的位置

马菲亚岛（Mafia Island）是东非坦桑尼亚的一个岛屿，人口四万余，主要以渔业为生。古时曾是亚非贸易的要地。《郑和航海图》第十七图中的门肥赤，经英国学者J.V.G.Mills考定为东非马菲亚岛